# Josef Hranička
Josef Hranička (11. března 1903 Vlašim – 5. června 1940 Compiègne) byl český stíhací pilot, příslušník československé armády v zahraničí a oběť druhé světové války.

## Život

### Před druhou světovou válkou
Josef Hranička se narodil 11. března 1903 ve Vlašimi. Vychodil pět let obecné a tři roky měšťanské školy, kterou ukončil v roce 1929, a dva roky studoval na průmyslové škole. V roce 1933 nastoupil prezenční vojenskou službu, během které začal studovat na vojenském leteckém učilišti v Chebu. Po jeho dokončení se stal vojenským pilotem a absolvoval různé zdokonalovací kurzy. Jako pilot průzkumných letadel měl nalétáno 350 hodin, nejvíce na strojích Aero A-111. Dosáhl hodnosti štábního rotmistra.

### Druhá světová válka
Po německé okupaci v březnu 1939 odmítl Josef Hranička nabídku létat pro německou Lufthansu, ilegálně opustil Protektorát Čechy a Morava a přes Polsko odešel do Francie. Zde vstoupil do řad československé armády v zahraničí a francouzského letectva. Byl zařazen do jednotky GC I/6. Po vypuknutí bitvy o Francii si zapsal jeden sestřel německé stíhačky, sám však 5. června 1940 zahynul poté co byl sestřelen u města Compiègne.